# David Álvarez Díez
David Álvarez Díez (Crémenes, Lleó, 16 de març de 1927-Madrid, 26 de novembre de 2015) va ser empresari espanyol, fundador del grup Eulen, multinacional dels serveis externalitzats amb més de 84.000 empleats i implantació en més d'una dotzena de països. També va fundar el grup El Enebro, que compta entre els seus actius amb diversos cellers de renom a Espanya.

## Biografia
David Álvarez Díez va néixer a Crémenes (Lleó) en 1927. En la dècada de 1930 la família va marxar a Bilbao, pol de creixement industrial. Després de fer estudis de Mestratge Industrial a la capital basca es va decidir per obrir una acadèmia de formació tècnica. Casat amb María Mezquíriz Ganchegui, va tenir set fills. Després de la defunció de la seva esposa, va tornar a contreure matrimoni en dues ocasions. David Álvarez va morir el dijous 26 de novembre de 2015 a Madrid, a l'edat de 88 anys.

## Trajectòria
Cap al 1955, David Álvarez va fundar a Bilbao, on es va traslladar de nen, una acadèmia de preparació per a escoles tècniques. En 1962, va crear l'empresa Central de Limpiezas El Sol.
Álvarez va comprendre que externalitzar serveis seria un bon filó de negoci i aviat es va fer càrrec del manteniment, la seguretat, el treball temporal, el medi ambient o assegurances sanitàries de grans empreses i administracions d'hospitals o altres entitats públiques o privades.
Grup Eulen va créixer fins als 84.000 empleats i operacions de manera estable a Espanya, Portugal, EUA, Colòmbia, Costa Rica, Xile, Jamaica, Mèxic, Panamà, Perú, República Dominicana, Líbia, Oman i Qatar.
En 1980, David Álvarez va invertir en un petit celler. En 1982 va adquirir els Cellers Vega Sicília i va fundar el grup El Enebro, que explica entre els seus actius diversos cellers de renom, com a Cellers Vega Sicília, Cellers Alión, Cellers Pintia, vinyers Tokaj Oremus a Hongria i el 50% de Cellers Macán.
A Lleó va deixar també rastres del seu esperit empresarial amb ensenyes com Neal S.A., Valls de l'Esla S.A. i el Col·legi Internacional Peñacorada.
En 2009, Álvarez, dues vegades vidu, es va casar als 82 anys amb la seva tercera esposa. L'empresari va cedir les regnes del negoci a les mans dels seus fills. No obstant això, va reprendre el control d'Eulen i va apartar a cinc fills de la seva empresa.

## Distincions
En 1999 va rebre la Medalla d'Or al Treball de mans del Govern espanyol i en 2014 la Gran Creu del Mèrit Civil d'Espanya.
Al maig de 2014, va ser nomenat marquès de Crémenes amb "caràcter vitalici" pel rei Joan Carles I.